# Izaak Flatau
Izaak (Itzig, Icyk) Flatau (ur. ?, zm. 5 kwietnia 1807) – żydowski kupiec, założyciel tzw. Niemieckiej Synagogi w Warszawie.

## Życiorys
Był kupcem. Do Warszawy przybył z Gdańska, choć bywa również określany jako przybysz z Prus. Jego żoną była Ludwika Rebeka, córka Szmula Zbytkowera. W dokumentach bywa określany także jako „negocjant” oraz bankier.
W 1802 założył prywatną synagogę w Warszawie przy ul. Daniłowiczowskiej, która od samego początku nazywana był przez Polaków – synagogą niemiecką i związana była z początkami judaizmu postępowego na ziemiach polskich. Jego inicjatywa stanowiła zarzewie buntu przeciw kahałom w Polsce. Synagoga użytkowana była przez Zgromadzenie Izraelitów Niemieckich. Nabożeństwa odprawiano na wzór „Gottesdienstów” w zreformowanych synagogach Berlina i Wrocławia, a kazania wygłaszane były w języku niemieckim. 
Zmarł 5 kwietnia 1807 roku. Został pochowany wspólnie ze Szmulem Zbytkowerem i Judytą Jakubowiczową na Cmentarzu żydowskim na Bródnie w Warszawie. Fundatorem nagrobka był w 1881 roku bankier Ignacy Löwenstein, wnuk Zbytkowera. 
Wdowa po Izaaku Flatau w 1813 ponownie wyszła za mąż za Maurycego Samuelsona.